# Cratere Holiday
Holiday  è un cratere sulla superficie di Venere. Deve il suo nome alla cantante statunitense Billie Holiday.